# 长松萝
长松萝（Usnea longissima）是梅花衣科的一种灌木状地衣。

## 化学成分
从长松萝中分离出的化学物质有苯酚、缩酚、苯并呋喃类、萜类、甾体类、脂肪酸类化合物等。其中，长松萝素和长松萝酮这两种化合物以该植物命名。